# Tommaso Salvini

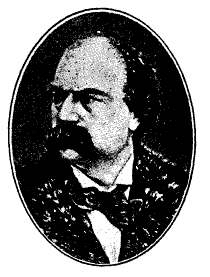
Tommaso Salvini.

Tommaso Salvini, född 1 januari 1829, död 31 december 1915 i Florens, var en italiensk skådespelare. 
Salvini tillhörde sin tids främsta sceniska artister. Efter att ha skördat stort bifall i Paris och Florens bildade han en egen trupp, med vilken han under 1870-talet gav föreställningar i Spanien, Portugal, England, Tyskland, Österrike och USA. Bland olika roller kan Egisto i Vittorio Alfieris "Merope" nämnas. Salvinis spel undgick ej att genom de ständiga gästspelsresorna bli rätt virtuosmässigt, men bevarade likväl både hänförelse och genialitet i karaktärstolkningen.